# Campénéac
Campénéac (en bretó Kempenieg) és un municipi francès, situat a la regió de Bretanya, al departament d'Ar Mor-Bihan. L'any 2006 tenia 1.652 habitants.

## Demografia
| 1962                                       | 1968  | 1975  | 1982  | 1990  | 1999  |
| ------------------------------------------ | ----- | ----- | ----- | ----- | ----- |
| 1.352                                      | 1.399 | 1.356 | 1.305 | 1.406 | 1.464 |
| Des de 1962: població sense dobles comptes |       |       |       |       |       |

## Administració
| Període   | Identitat        | Partit |
| --------- | ---------------- | ------ |
| 1943-1969 | François Sentier |        |
| 1969-1995 | Joseph Picard    |        |
| 1995-2008 | Jean Pelard      |        |
| 2008-     | Christian Adelis |        |